# Torre di Rossenella
La torre di Rossenella, comunemente chiamata Rossenella o Guardiola, è una torre situata a Rossena, frazione nel comune di Canossa, nella provincia di Reggio Emilia, Emilia-Romagna. Essa sorge all'interno della Riserva naturale orientata Rupe di Campotrera, sito di notevole interesse geologico e ambientale. Fa parte del circuito Associazione dei Castelli del Ducato di Parma, Piacenza e Pontremoli.

## Storia
La torre di Rossenella, costruita secondo alcuni progetti risalenti al X secolo e inquadrata nel sistema fortificato matildico, compare nell'inventario dei beni lasciati da Azzo da Correggio sotto la giurisdizione del Castello di Rossena. Nel 1402 la torre viene affidata da Galeazzo Visconti ai fratelli Ottone, Giacomo e Giovanni, figli di Nicolò Terzi, suoi alleati nella guerra contro Giovanni Bentivoglio, mentre più tardi torna nelle mani della famiglia da Correggio Nel 1558, l'edificio subisce ingenti danni in seguito all'attacco delle truppe del duca Alfoso II d'Este. Rimasta danneggiata da allora, è stata consolidata e restaurata con un intervento terminato nel 2007.
Essa ha rappresentato l'avamposto dei castelli di Rossena e Canossa e aveva principalmente funzione segnaletica.

I nomi della torre e della località in cui è situata derivano dalla roccia rossastra di origine vulcanica che caratterizza l'intera area. 

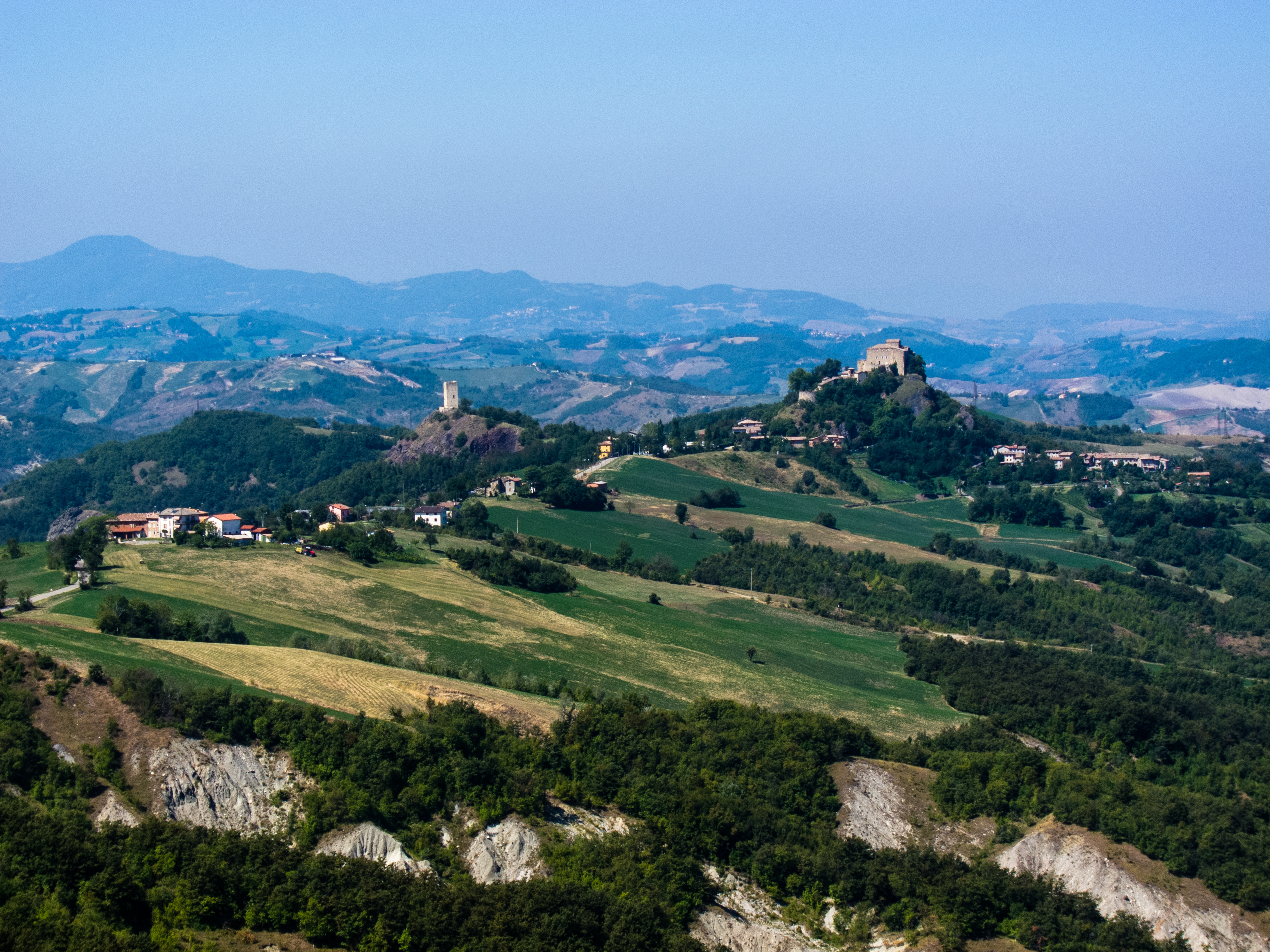
Castello di Rossena e torre di Rossenella
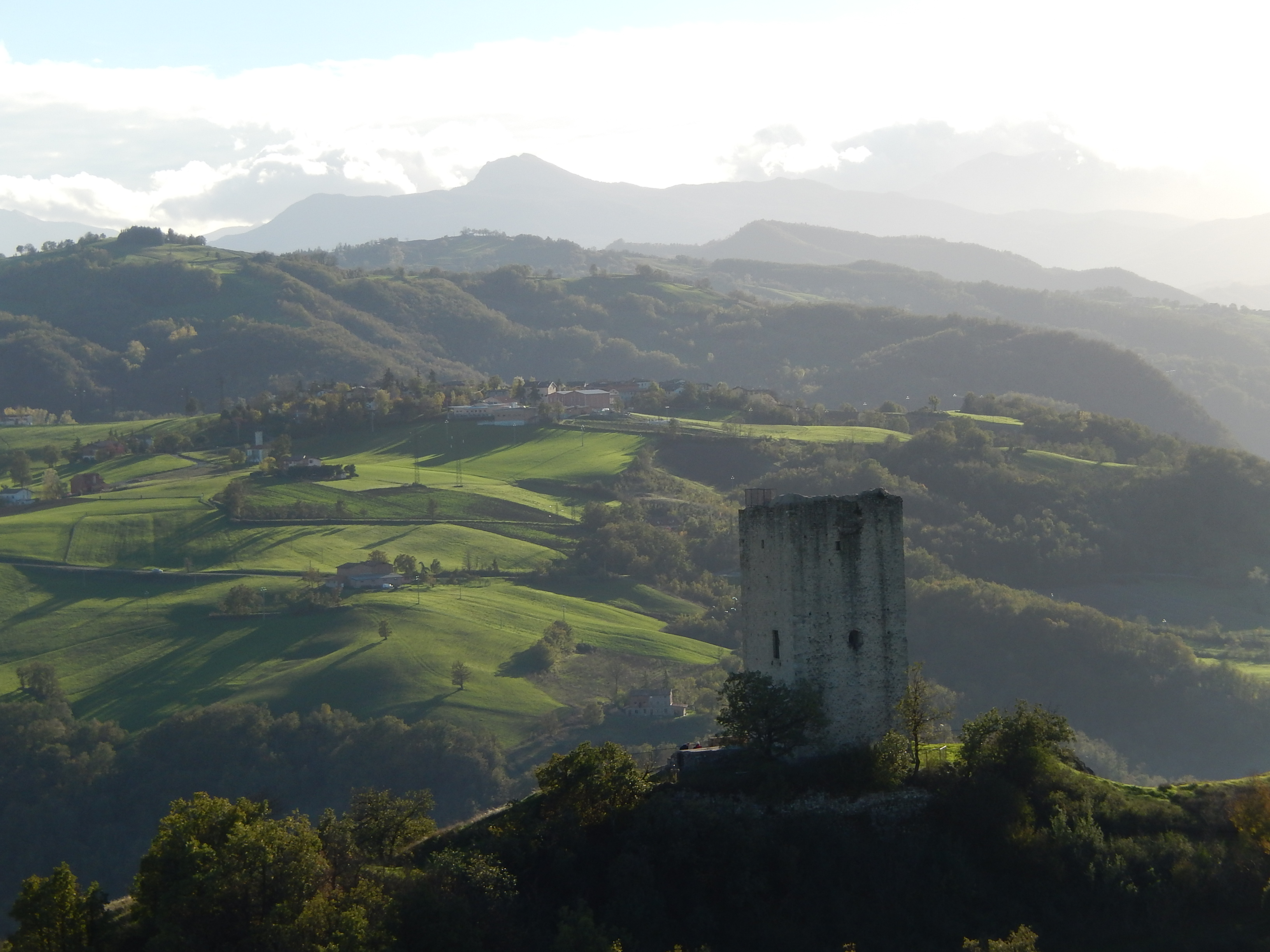
Rossenella
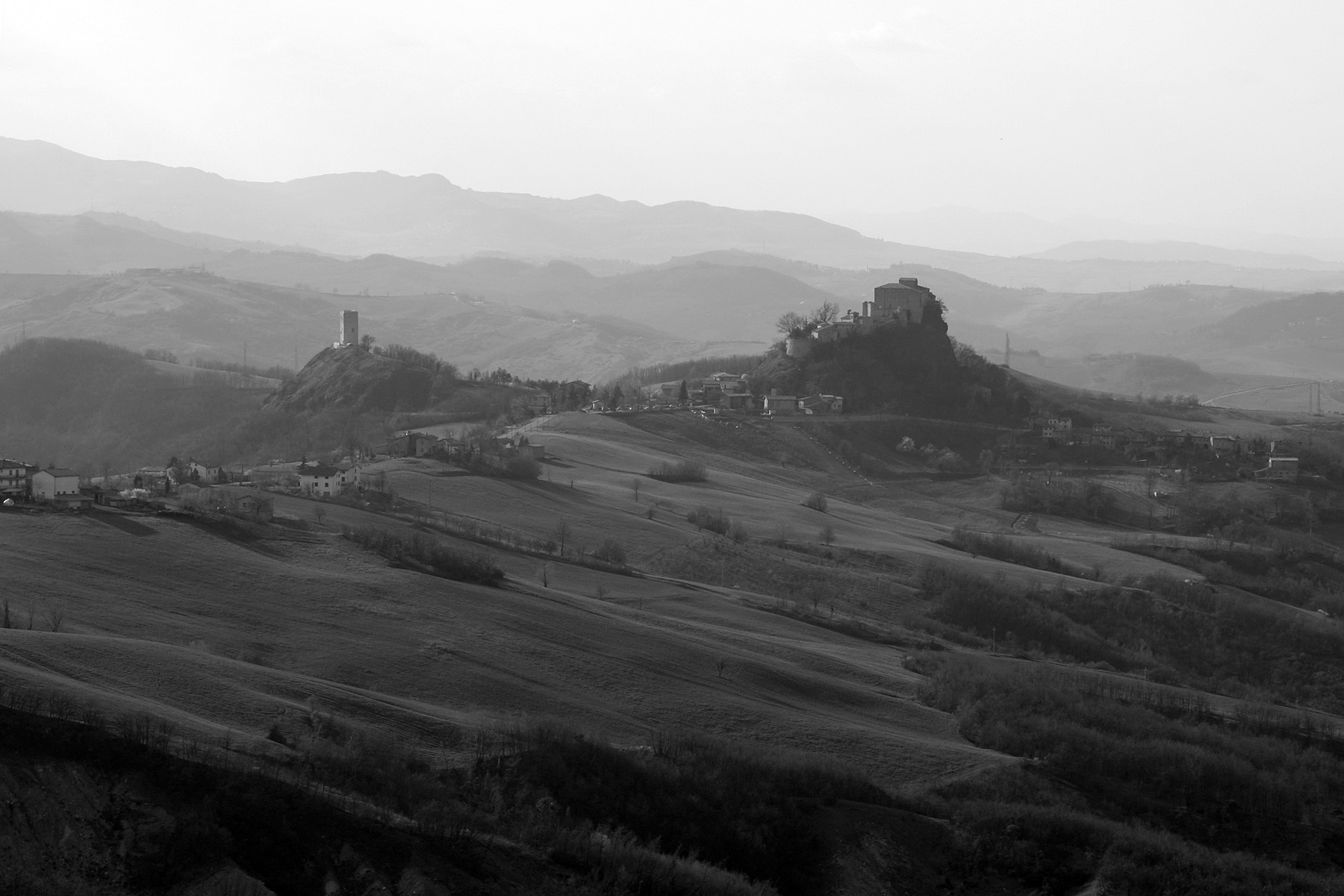
Torre e castello - Rossena
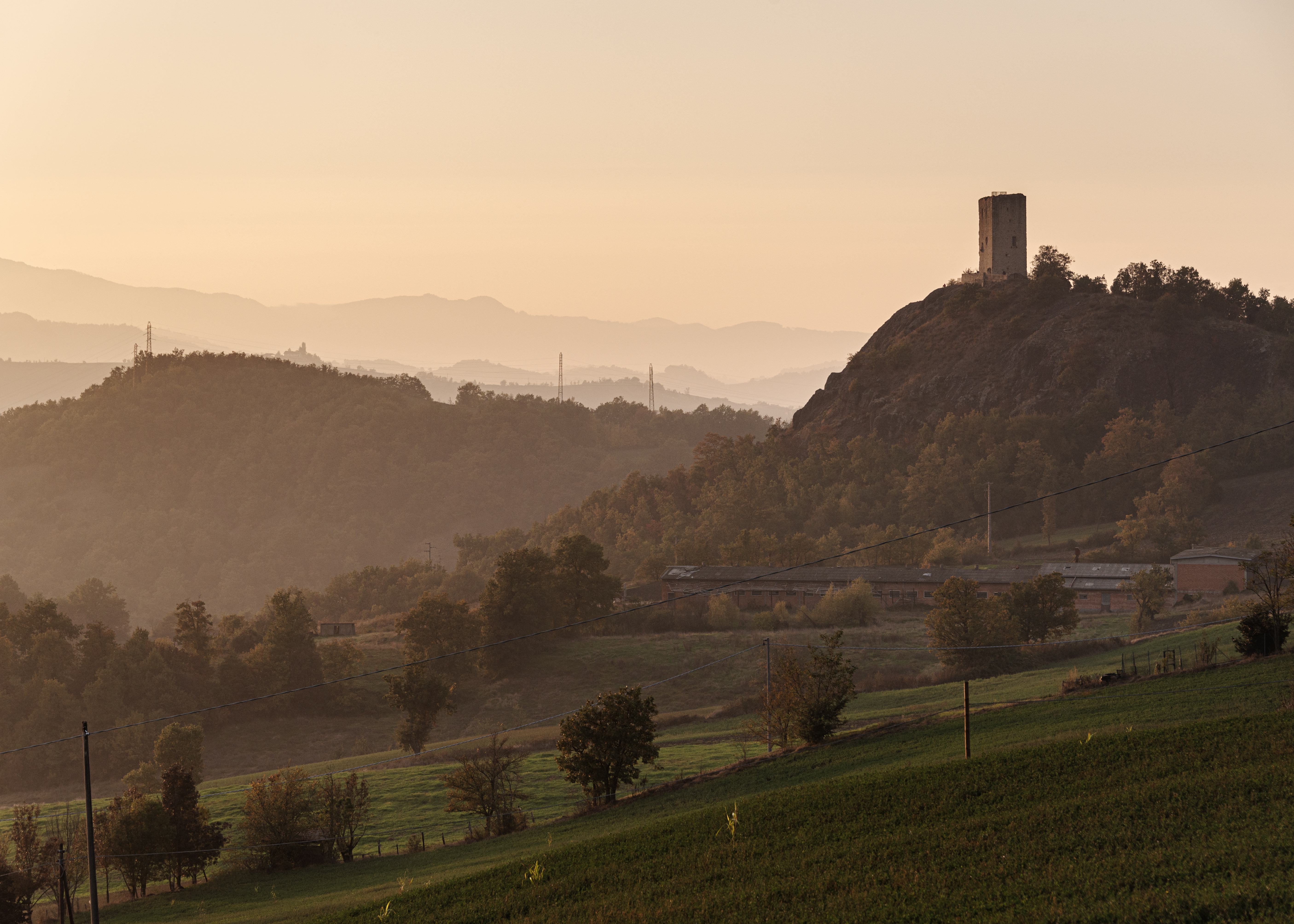
Torre di Rossenella

## Struttura

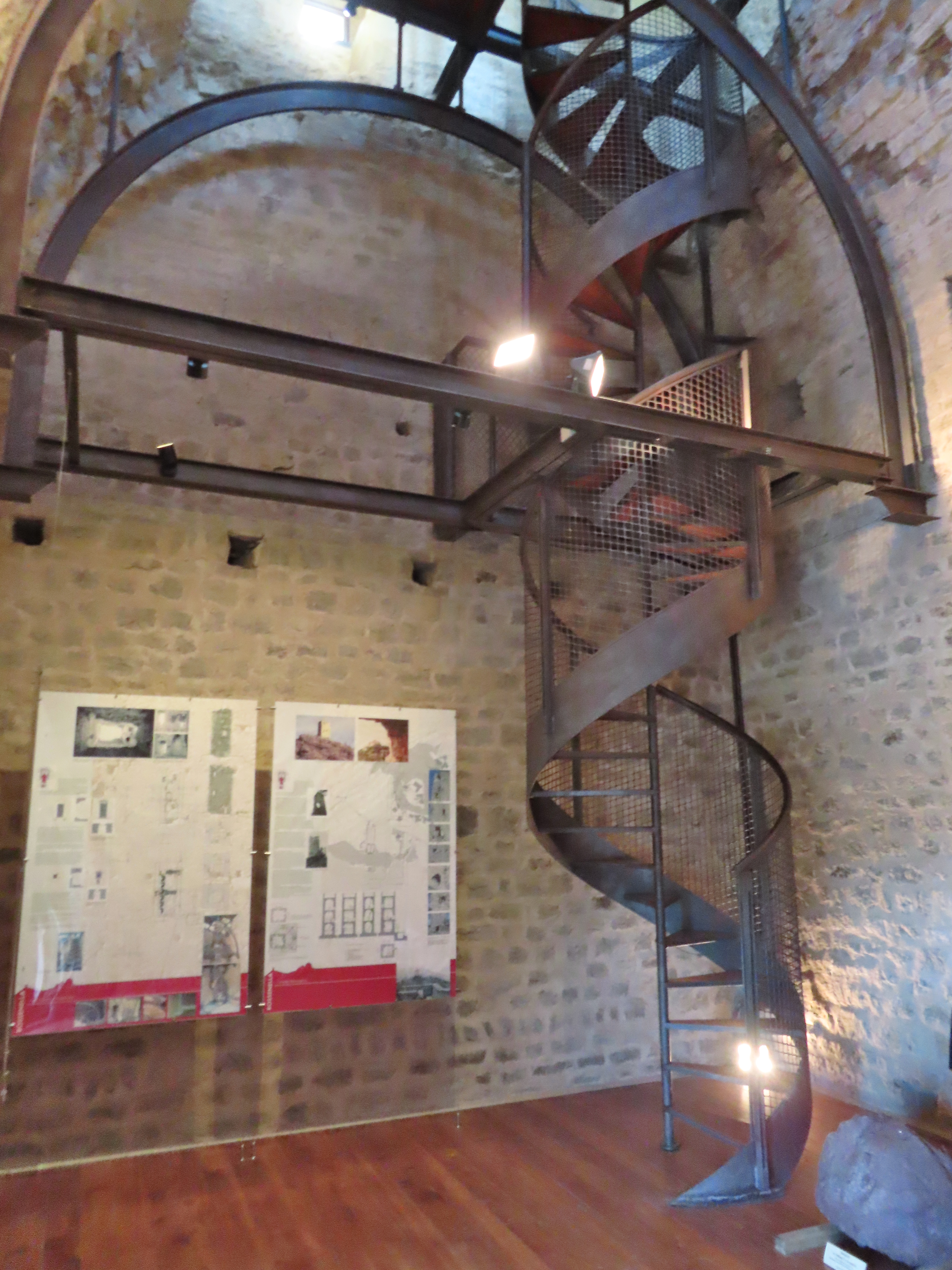
Interno

L'edificio ha pianta rettangolare di circa 8 x 9 m orientata secondo le coordinate geografiche: i lati lunghi sono rivolti a nord e a sud, mentre quelli corti a est e ovest. Esso si compone di tre piani:
- piano terra: non è dotato di accesso dall'esterno ed era adibito a magazzino per i viveri. Si poteva accedere dal primo piano tramite scala a pioli interna[8];
- primo piano: costituiva l'alloggio del responsabile della torre. Si accedeva tramite una scala esterna che poteva essere issata;
- secondo piano: era adibito con giacigli per gli uomini di guardia[6];
- terzo piano: principalmente utilizzato dai soldati per l’avvistamento di potenziali forze nemiche.